# 풍동 당산목 및 산치성
풍동 당산목 및 산치성은 경기도 고양시 일산동구 풍동에 있는 당산목과 부속물(터줏가리, 업양가리)이다. 2005년 7월 29일 고양시의 향토문화재 제40호로 지정되었다.

## 개요
풍동 산치성은 고양시 일산동구 풍동 식골마을에서 수백 년간 보전되어 오고 있는 일종의 동제(洞祭)이다.
다른 지역에서는 도당굿, 도당제, 산신제 등의 이름으로 시행되는 동제 인데, 이 동제의 특징은 다른 곳과 달리 소경(장님)이 독경으로 주제 진행하는 일종의 굿이라 하겠다.
풍동 산치성은 한해 걸러 한번씩 진행되고 있는데, 음력10월 상달에 1일부터 5일 사이의 좋은 날을 잡아서 실시한다. 현재 한창 아파트가 건설중인 풍동 택지개발 지역에는 수령이 200년이 넘은 참나무 한 그루가 보존되어 있는데, 여기에서 행해지고 있다.
풍동 식골마을에 소재하던 당산목과 부속물(터줏가리, 업양가리)은 우리 중부지역의 민속, 토속 신앙을 알 수 있는 것임. 풍동 식골마을 예부터 단풍나무가 많아 풍동으로 불렸으며 특히, 농사가 잘되는 벌판이 많아 식골이라 이름이 붙여졌다. 이 마을 수백년전부터 마을의 안녕과 풍년기원 등의 목적을 가지고 현재 택지개발지구내로 이전하여 원형 그대로 보존되어 있다.

## 참고 문헌
- 풍동 당산목 및 산치성 - 고양시의 문화관광 - 향토유적